# Österreichische Eishockey-Liga 2007/08
Die Saison 2007/08 der Österreichischen Eishockeyliga begann am 20. September 2007. Neben sieben österreichischen Mannschaften und dem HK Jesenice aus Slowenien wurden zwei weitere Mannschaften aus dem benachbarten Ausland in die Liga aufgenommen: HDD Olimpija Ljubljana aus Slowenien und Alba Volán Székesfehérvár aus Ungarn. Somit spielten zehn Mannschaften um den Titel der Erste Bank Bundesliga.

## Im Vorfeld

### Teilnehmende Mannschaften
Nachdem im Vorjahr mit dem HK Jesenice erstmals ein nicht-österreichischer Verein an der Liga teilgenommen hatte, waren bereits im Frühjahr 2007 Berichte erschienen, wonach weitere Clubs aus dem umliegenden Ausland Interesse an einem Beitritt hegten. Namentlich genannt wurden mit dem HDD Olimpija Ljubljana der zweite große Club aus Slowenien, den eine langjährige Rivalität mit dem HK Jesenice verband, sowie der vielfache ungarische Meister Alba Volán Székesfehérvár. Hinzu kam später mit dem KHL Medveščak Zagreb auch ein kroatischer Club. In den Wochen nach Ende der Vorsaison gab es daher ausgiebige Diskussionen, wobei zunächst keine Einigung gefunden werden konnte, wenngleich die Clubs einer Erweiterung der Liga grundsätzlich positiv gegenüberstanden. Bei der Ligasitzung im April wurde zunächst Ljubljana als neuntes Team bestätigt, während Alba Volán vier Wochen Frist eingeräumt wurden, um die notwendigen Unterlagen für einen Beitritt vorzulegen. Der Club kam der Aufforderung nach, und die Teilnahme der Ungarn wurde Mitte Mai bestätigt.
Abseits dessen gab es auch lose Gespräche zwischen dem EC Red Bull Salzburg und der Deutschen Eishockey Liga über eine Teilnahme. Die Salzburger sahen sich durch die neue Punkteregel (s. unten) in ihrer Kadergestaltung und Entwicklung behindert und strebten daher einen Wechsel an, wobei das Farmteam, das bis dato in der Nationalliga gespielt hatte, möglicherweise in die Bundesliga gewechselt wäre.
Zwischenzeitlich sah es kurzzeitig danach aus, als müsste der HK Jesenice aus finanziellen Gründen seine EBEL-Teilnahme nach nur einem Jahr wieder beenden, jedoch erwiesen sich die Befürchtungen als unbegründet.
|            | Team                      | Vorsaison       | Trainer                                                                                         |
| ---------- | ------------------------- | --------------- | ----------------------------------------------------------------------------------------------- |
| Osterreich | EC Red Bull Salzburg      | Meister         | Pierre Pagé                                                                                     |
| Osterreich | EC VSV                    | Vizemeister     | Greg Holst                                                                                      |
| Osterreich | EHC Liwest Linz           | Halbfinal-Out   | Jim Boni                                                                                        |
| Osterreich | Vienna Capitals           | Halbfinal-Out   | Kevin Gaudet                                                                                    |
| Slowenien  | HK Jesenice               | Rang 5          | Kim Collins (bis Saisonende EBEL) Douglas Bradley (slowenische Liga)                            |
| Osterreich | HC Innsbruck              | Rang 6          | Pat Cortina (bis 5. Januar 2008) Ron Kennedy (ab 6. Januar 2008)                                |
| Osterreich | EC KAC                    | Rang 7          | Emanuel Viveiros                                                                                |
| Osterreich | EC Graz 99ers             | Rang 8          | Larry Sacharuk (bis 5. Dezember 2007) Tom Pokel (ab 11. Dezember 2007)                          |
| Slowenien  | HDD Olimpija Ljubljana    | neu in der Liga | Ildar Rahmatuljin (bis 12. November 2007) Mike Posma (ab 13. November 2007)                     |
| Ungarn     | Alba Volán Székesfehérvár | neu in der Liga | Jan Jasko (bis 22. November 2007) Lajos Énekes (interimistisch) Ted Sator (ab 6. Dezember 2007) |

### Modus
Die Erste Bank Eishockeyliga ("Bundesliga") begann am 20. September 2007. Der Grunddurchgang bestand aus einer doppelten Hin- und Rückrunde (36 Spiele), nach der das Teilnehmerfeld aufgespalten wurde. Die besten sechs Clubs spielten in einer einfachen Hin- und Rückrunde (10 Spiele) um das Heimrecht für das Viertelfinale, wobei die besten vier Teams des Grunddurchgangs 4, 3, 2 bzw. einen Bonuspunkt erhielten. Die verbleibenden vier Mannschaften spielten in einer Hoffnungsrunde in Form einer einfachen Hin- und Rückrunde (6 Spiele) um die verbleibenden beiden Playoff-Plätze, wobei die besten zwei Mannschaften des Grunddurchgangs (Ränge 7 und 8) 2 bzw. einen Bonuspunkt erhielten.
Die anschließenden Viertelfinalserien wurden im Modus Best-of-five ausgetragen, Halbfinale und Finale als Best-of-seven.

### Legionärsregelung: Punktesystem
Ein Streitpunkt war die Regelung, wie viele Legionäre von den Mannschaften eingesetzt werden durften. Im Sinne der Gleichstellung von EU-Bürgern forderten einige Vereine, u. a. die Vienna Capitals, unbegrenzt EU-Ausländer einsetzen zu dürfen. Andererseits versuchte der Österreichische Eishockeyverband (ÖEHV) eine möglichst restriktive Regelung durchsetzen, um die heimischen Spieler zu fördern. Die Vereine hingegen kritisierten, dass österreichische Spieler aufgrund des relativ kleinen Spielermarktes viel höhere Gehälter verdienten als vergleichbare Legionäre.
Der Kompromiss war die Einführung eines Punktesystems, das am 15. Mai 2007 erstmals vorgestellt wurde. Demzufolge wurde jeder Spieler aufgrund seiner Spielstärke auf einer Skala von 1 bis 4 Punkten bewertet, auch halbe Punkte (z. B. 2,5) waren möglich. Die Bewertung wurde von den jeweils anderen Vereinen der Liga vorgenommen, wobei der höchste und der niedrigste Wert gestrichen und aus den verbliebenen Werten der Mittelwert gebildet wurde. Ausländische Spieler erhielten automatisch 4, U-22 Spieler (ab Jahrgang 1986) automatisch einen Punkt. Weiters galt, dass U-23 Spieler maximal 1,5 Punkte und U-24 Spieler maximal 2 Punkte zugewiesen bekommen durften. Insgesamt durften in dieser Saison maximal 65 Punkte am 22-Mann-Spielbericht stehen. Im Falle der Sperre eines Spielers wurde dieses Maximum um dessen Punktwert verringert.
Die kolportierte Lösung führte aber über den Sommer zu Konflikten zwischen der EBEL und dem ÖEHV, der die Details der Regelung nur in abgeänderter Fassung akzeptieren wollte. Dies betraf insbesondere die Bestimmungen zu den jüngeren Spielern bis zur Altersklasse U24, da man seitens des ÖEHV diese als nicht genug gefördert ansah. Ein erster Kompromiss wurde zunächst insofern erzielt, als ein Minimum von fünf U24-Spielern auf dem Spielbericht zu stehen hatte, und dass die Maximalanzahl der Punkte über die folgenden Saisonen schrittweise reduziert werden sollte, jedoch legten insbesondere die Capitals und der EC Red Bull Salzburg dagegen Protest ein und drohten damit, die Liga zu verlassen. Die letztendliche Lösung stellte die ursprüngliche Idee auf den Kopf und sah vor, dass maximal 17 Spieler über einem Alter von 24 Jahren auf dem Spielbericht stehen durften.
Zunächst war noch angedacht, die vergebenen Punktwerte zu veröffentlichen, was jedoch nicht geschah.

## Grunddurchgang

### Hauptrunde
Zu Beginn des Grunddurchgangs lagen die Mannschaften noch sehr dicht beieinander. Nach zehn Runden lagen zwischen dem ersten und dem neunten Rang lediglich sechs Punkte. Als Nachzügler in der Tabelle folgten der EC KAC, der bedingt durch die Nicht-Verfügbarkeit der Messehalle aufgrund der Herbstmesse seine ersten Saisonspiele auswärts bestreiten musste und erst in der sechsten Runde seinen ersten Sieg feiern konnte, und Liganeuling Alba Volán Székesfehérvár. Letztere durchliefen eine ganze Reihe an Niederlagen und hatten zunächst große Probleme mit dem deutlich höheren Tempo in der österreichischen Liga. Erst in der sechzehnten Runde gelang der erste Erfolg gegen den EC VSV auf eigenem Eis. Bis zu diesem Zeitpunkt lagen sie in der Tabelle jedoch schon weit zurück.
An der Spitze lieferten sich die Vienna Capitals und der HK Jesenice einen Schlagabtausch um Platz eins. Die Slowenen konnten mit zwölf Siegen in Folge eine beeindruckende Serie erspielen, zu der auch drei aufeinanderfolgende Spiele ohne Gegentreffer gehörten. Als erste Verfolger etablierte sich der EHC Linz, wo überraschend Jürgen Penker Patrick Machreich als ersten Torhüter abgelöst hatte.
Probleme hatte weiterhin der EC KAC, wo man bis Mitte November keine Konstanz finden konnte und immer wieder Spiele knapp verlorengeben musste. Auch war schon bald nach Saisonbeginn absehbar, dass Andrew Verner im Tor nicht mehr an seine früheren Leistungen anknüpfen konnte. Beim HC Innsbruck folgte nach einem guten Start im November ein Einbruch, den das Team Jahr für Jahr durchlebte. Auch der EC VSV musste einen durchwachsenen Saisonstart hinnehmen, fand jedoch zur Halbzeit des Grunddurchgangs zu seiner Form und konnte sich nach einem zwischenzeitlichen Verweilen auf Rang neun in der Tabelle langsam nach vor arbeiten. Ähnlich erging es dem EC Red Bull Salzburg, der jedoch bedingt durch die wesentlich bessere Kadertiefe größere Reserven zur Verfügung hatte. Alba Volán konnte zwar immer wieder ein Spiel gewinnen, die Mannschaft musste sich am Ende aber mit fünf Siegen in 36 Spielen zufriedengeben.
Gegen Ende des Grunddurchgangs arbeitete sich der EHC Linz schließlich langsam weiter in der Tabelle vor und landete schließlich punktegleich mit den Capitals auf Rang eins. Die Salzburger fanden ebenfalls zu ihrer Form und belegten Rang drei. Auch Jesenice, EC KAC und EC VSV konnten ihre Form noch steigern und hatten am Ende nur geringen Rückstand auf das Führungstrio. Dem gegenüber stand der HC Innsbruck, der durch eine lange Niederlagenserie im Lauf der letzten Spiele in der Tabelle nach hinten durchgereicht wurde und sich schließlich nicht mehr in den Top sechs halten konnte.
Während die Graz 99ers ebenfalls zu Ende der ohnehin durchwachsenen Saison schwächelten, holte jedoch der HDD Olimpija Ljubljana mit einer bedingt durch den Tabellenplatz fast unbemerkt gebliebenen Siegesserie auf und konnte, gestützt auf einen hervorragenden Alex Westlund im Tor, die Grazer schließlich überholen.

#### Tabelle nach der Hauptrunde
| Platz | Team                      | SP | S  | N  | SNV | NNV | T   | GT  | TVH | Punkte |
| ----- | ------------------------- | -- | -- | -- | --- | --- | --- | --- | --- | ------ |
| 1     | EHC Linz                  | 36 | 21 | 9  | 1   | 5   | 111 | 91  | +20 | 49     |
| 2     | Vienna Capitals           | 36 | 20 | 9  | 2   | 5   | 122 | 86  | +36 | 49     |
| 3     | EC Red Bull Salzburg      | 36 | 16 | 10 | 4   | 6   | 121 | 108 | +13 | 46     |
| 4     | HK Jesenice               | 36 | 13 | 11 | 8   | 4   | 100 | 94  | +6  | 46     |
| 5     | EC KAC                    | 36 | 15 | 12 | 6   | 3   | 119 | 102 | +17 | 45     |
| 6     | EC VSV                    | 36 | 18 | 18 | 4   | 6   | 109 | 109 | ±0  | 42     |
| 7     | HC Innsbruck              | 36 | 12 | 14 | 7   | 3   | 124 | 116 | +8  | 41     |
| 8     | HDD Olimpija Ljubljana    | 36 | 12 | 16 | 5   | 3   | 108 | 107 | +1  | 37     |
| 9     | EC Graz 99ers             | 36 | 15 | 21 | 7   | 5   | 99  | 132 | −33 | 35     |
| 10    | Alba Volán Székesfehérvár | 36 | 5  | 27 | 0   | 4   | 69  | 137 | −68 | 14     |

### Platzierungs- und Qualifikationsrunde
Die Platzierungsrunde wurde von den meisten Mannschaften zur Regeneration genutzt und auch von den Fans im Wesentlichen als „überflüssig“ beurteilt. Hier ragten lediglich der EC KAC, der acht seiner zehn Spiele gewinnen konnte und damit die erfolgreichste Mannschaft darstellte, und die Vienna Capitals mit sieben Siegen heraus. Umgekehrt war der HK Jesenice gegen Ende des Grunddurchgangs in ein Tief geraten, das sich nunmehr fortsetzte. Nur zwei Spiele konnten gewonnen werden. Ähnlich erfolglos agierte der EC VSV. Die Ergebnisse waren jedoch, wie sich zeigen sollte, wenig aussagekräftig für die folgenden Playoffs.
In der Qualifikationsgruppe setzte der HDD Olimpija Ljubljana seinen Siegeslauf fort und verlor nur eines von sechs Spielen nach Verlängerung. Auch der HC Innsbruck stabilisierte sich und sicherte sich den zweiten Playoff-Platz. Weitgehend chancenlos waren die Graz 99ers und Alba Volán.

#### Tabelle der Platzierungsrunde
| Platz | Team                 | SP | S | N | SNV | NNV | T  | GT | TVH | Punkte | Bonus |
| ----- | -------------------- | -- | - | - | --- | --- | -- | -- | --- | ------ | ----- |
| 1     | Vienna Capitals      | 10 | 7 | 2 | 0   | 1   | 40 | 23 | +17 | 18     | 3     |
| 2     | EC KAC               | 10 | 7 | 2 | 1   | 0   | 45 | 30 | +15 | 16     | 0     |
| 3     | EHC Linz             | 10 | 4 | 5 | 1   | 0   | 36 | 35 | +1  | 14     | 4     |
| 4     | EC Red Bull Salzburg | 10 | 5 | 4 | 0   | 1   | 37 | 33 | +4  | 13     | 2     |
| 5     | EC VSV               | 10 | 2 | 6 | 1   | 1   | 29 | 43 | −14 | 7      | 0     |
| 6     | HK Jesenice          | 10 | 1 | 7 | 1   | 1   | 24 | 47 | −23 | 6      | 1     |

#### Tabelle der Qualifikationsrunde
| Platz | Team                      | SP | S | N | SNV | NNV | T  | GT | TVH | Punkte | Bonus |
| ----- | ------------------------- | -- | - | - | --- | --- | -- | -- | --- | ------ | ----- |
| 1     | HDD Olimpija Ljubljana    | 6  | 5 | 0 | 0   | 1   | 25 | 10 | +15 | 12     | 1     |
| 2     | HC Innsbruck              | 6  | 2 | 2 | 2   | 0   | 19 | 18 | +1  | 10     | 2     |
| 3     | EC Graz 99ers             | 6  | 1 | 3 | 0   | 2   | 9  | 19 | −10 | 4      | 0     |
| 4     | Alba Volán Székesfehérvár | 6  | 1 | 4 | 1   | 0   | 9  | 15 | −6  | 4      | 0     |

### Statistiken des Grunddurchgangs

#### Topscorer
|                    | Spieler            | Team      | GP | G  | A  | PTS | PIM | +/− | PPG | PPA | SHG | SHA | GWG |
| ------------------ | ------------------ | --------- | -- | -- | -- | --- | --- | --- | --- | --- | --- | --- | --- |
| Vereinigte Staaten | Aaron Fox          | Capitals  | 45 | 31 | 35 | 66  | 36  | +13 | 14  | 17  | 2   | 0   | 6   |
| Kanada             | Brad Purdie        | Linz      | 46 | 16 | 37 | 53  | 68  | +7  | 6   | 16  | 0   | 1   | 0   |
| Kanada             | Warren Norris      | KAC       | 46 | 23 | 26 | 49  | 73  | +24 | 9   | 7   | 2   | 3   | 1   |
| Kanada             | Jeremy Rebek       | KAC       | 46 | 14 | 34 | 48  | 74  | +21 | 5   | 20  | 2   | 1   | 3   |
| Kanada             | Rob Shearer        | Linz      | 46 | 20 | 27 | 47  | 16  | +2  | 6   | 12  | 2   | 0   | 4   |
| Slowenien          | David Rodman       | Capitals  | 45 | 18 | 28 | 46  | 42  | +12 | 7   | 16  | 1   | 0   | 5   |
| Kanada             | Jean-Philippe Paré | Innsbruck | 41 | 13 | 33 | 46  | 32  | +1  | 3   | 13  | 1   | 1   | 0   |
| Vereinigte Staaten | Pat Leahy          | Linz      | 44 | 20 | 25 | 45  | 44  | +5  | 8   | 8   | 1   | 2   | 4   |
| Kanada             | Greg Day           | 99ers     | 39 | 15 | 30 | 45  | 20  | −4  | 5   | 14  | 1   | 1   | 3   |
| Slowenien          | Marcel Rodman      | Capitals  | 42 | 14 | 31 | 45  | 36  | +17 | 7   | 12  | 0   | 2   | 2   |
| Osterreich         | Roland Kaspitz     | VSV       | 46 | 13 | 32 | 45  | 26  | +1  | 0   | 8   | 1   | 0   | 5   |
| Kanada             | Jeff Tory          | KAC       | 46 | 6  | 39 | 45  | 24  | +18 | 1   | 18  | 0   | 2   | 2   |
| Kanada             | Andy Schneider     | KAC       | 44 | 16 | 28 | 44  | 46  | +3  | 3   | 9   | 0   | 2   | 1   |
| Slowenien          | Tomaž Vnuk         | Ljubljana | 41 | 13 | 31 | 44  | 22  | +15 | 4   | 10  | 1   | 2   | 1   |
| Vereinigte Staaten | Craig Darby        | Innsbruck | 42 | 13 | 30 | 43  | 30  | −3  | 6   | 15  | 0   | 3   | 2   |

Legende:
GP = Spiele, G = Tore, A = Assists, PTS = Scorerpunkte, +/- = Plusminuswert, PIM = Strafminuten, PPG = Powerplaytore, PPA = Powerplayassists, SHG = Unterzahltore, SHA = Unterzahlassists, GWG = Siegestore

#### Torhüter
|                    | Spieler               | Team       | GP | GPI | GS | MIP     | SOG  | SVS  | GA  | SVS%  | GAA  | SO | W  | L  | OTL |
| ------------------ | --------------------- | ---------- | -- | --- | -- | ------- | ---- | ---- | --- | ----- | ---- | -- | -- | -- | --- |
| Vereinigte Staaten | Alex Westlund         | Ljubljana  | 42 | 41  | 40 | 2465:24 | 1478 | 1373 | 105 | 92,90 | 2,56 | 2  | 22 | 14 | 4   |
| Kanada             | Sébastien Charpentier | Capitals   | 28 | 27  | 27 | 1636:10 | 838  | 777  | 61  | 92,72 | 2,24 | 5  | 19 | 5  | 3   |
| Ungarn             | Zoltán Hetényi        | Alba Volán | 25 | 13  | 11 | 706:21  | 406  | 374  | 32  | 92,12 | 2,72 | 0  | 2  | 8  | 1   |
| Osterreich         | Jürgen Penker         | Linz       | 42 | 39  | 38 | 2318:56 | 1167 | 1073 | 94  | 91,95 | 2,43 | 3  | 25 | 11 | 3   |
| Osterreich         | Mikko Strömberg       | Innsbruck  | 29 | 23  | 22 | 1401:09 | 793  | 724  | 69  | 91,30 | 2,95 | 4  | 14 | 6  | 2   |
| Osterreich         | Gert Prohaska         | VSV        | 41 | 39  | 39 | 2311:44 | 1318 | 1202 | 116 | 91,20 | 3,01 | 0  | 19 | 13 | 6   |
| Kanada             | Seamus Kotyk          | Innsbruck  | 20 | 20  | 20 | 1169:13 | 664  | 604  | 60  | 90,96 | 3,08 | 0  | 9  | 10 | 1   |
| Osterreich         | Hannes Enzenhofer     | KAC        | 36 | 20  | 20 | 1158:27 | 561  | 509  | 52  | 90,73 | 2,69 | 1  | 14 | 3  | 2   |
| Slowenien          | Robert Kristan        | Jesenice   | 41 | 39  | 39 | 2224:43 | 1173 | 1062 | 111 | 90,54 | 2,99 | 5  | 18 | 14 | 4   |
| Osterreich         | Andrew Verner         | KAC        | 46 | 27  | 26 | 1625:01 | 774  | 698  | 76  | 90,18 | 2,81 | 2  | 15 | 11 | 1   |
| Osterreich         | Reinhard Divis        | Salzburg   | 37 | 37  | 37 | 2206:52 | 998  | 900  | 98  | 90,18 | 2,66 | 3  | 22 | 11 | 4   |
| Osterreich         | Claus Dalpiaz         | 99ers      | 36 | 28  | 27 | 1576:34 | 901  | 812  | 89  | 90,12 | 3,39 | 0  | 13 | 11 | 2   |
| Osterreich         | Bernhard Bock         | 99ers      | 40 | 12  | 10 | 690:49  | 393  | 345  | 48  | 87,79 | 4,17 | 0  | 1  | 6  | 4   |
| Ungarn             | Krisztián Budai       | Alba Volán | 42 | 32  | 31 | 1826:58 | 943  | 825  | 118 | 87,49 | 3,88 | 1  | 5  | 23 | 3   |

Legende:
GP = Spiele, GPI = tatsächliche Einsätze, GS = Begonnene Spiele, MIP = Spielminuten, GA = Gegentore, GAA = Gegentorschnitt je 60 Minuten, SOG = Torschüsse, SVS = gehaltene Schüsse, SVS% = Fangquote, SO = Shutouts, W = Siege, L = Niederlagen, OTL = Niederlagen nach Verlängerung oder Penaltyschießen

## Play-offs

### Play-off-Baum
| Viertelfinale | Viertelfinale          | Viertelfinale          |   |                      | Halbfinale | Halbfinale | Halbfinale |  |  | Finale | Finale | Finale |
|               |                        |                        |   |                      |            |            |            |  |  |        |        |        |
| 1             | Vienna Capitals        | 3                      |   |                      |            |            |            |  |  |        |        |        |
| 8             | HC Innsbruck           | 0                      |   |                      |            |            |            |  |  |        |        |        |
| 8             | HC Innsbruck           | 0                      | 1 | Vienna Capitals      | 0          |            |            |  |  |        |        |        |
|               |                        |                        | 1 | Vienna Capitals      | 0          |            |            |  |  |        |        |        |
|               | 4                      | EC Red Bull Salzburg   | 4 |                      |            |            |            |  |  |        |        |        |
| 4             | 4                      | EC Red Bull Salzburg   | 4 | EC Red Bull Salzburg | 3          |            |            |  |  |        |        |        |
| 4             |                        |                        |   | EC Red Bull Salzburg | 3          |            |            |  |  |        |        |        |
| 5             | EC VSV                 | 2                      |   |                      |            |            |            |  |  |        |        |        |
| 5             | EC VSV                 | 2                      | 4 | EC Red Bull Salzburg | 4          |            |            |  |  |        |        |        |
|               |                        |                        |   | EC Red Bull Salzburg | 4          |            |            |  |  |        |        |        |
|               | 7                      | HDD Olimpija Ljubljana | 2 |                      |            |            |            |  |  |        |        |        |
| 3             | 7                      | HDD Olimpija Ljubljana | 2 | Black Wings Linz     | 3          |            |            |  |  |        |        |        |
| 3             |                        |                        |   | Black Wings Linz     | 3          |            |            |  |  |        |        |        |
| 6             | HK Jesenice            | 2                      |   |                      |            |            |            |  |  |        |        |        |
| 6             | HK Jesenice            | 2                      | 3 | Black Wings Linz     | 2          |            |            |  |  |        |        |        |
|               |                        |                        | 3 | Black Wings Linz     | 2          |            |            |  |  |        |        |        |
|               | 7                      | HDD Olimpija Ljubljana | 4 |                      |            |            |            |  |  |        |        |        |
| 2             | 7                      | HDD Olimpija Ljubljana | 4 | EC KAC               | 0          |            |            |  |  |        |        |        |
| 2             |                        |                        |   | EC KAC               | 0          |            |            |  |  |        |        |        |
| 7             | HDD Olimpija Ljubljana | 3                      |   |                      |            |            |            |  |  |        |        |        |

### Einzelergebnisse Viertelfinale
Während sich in drei Begegnungen mit den Vienna Capitals, den Black Wings Linz und den Red Bulls Salzburg jeweils die favorisierten Teams durchsetzten, sorgte der HDD Olimpija Ljubljana für eine Überraschung und nahm den EC KAC, der die Zwischenrunde klar dominiert hatte, mit 3:0 Siegen aus dem Bewerb.

#### Viertelfinalserie Vienna Capitals (1) – HC Innsbruck (8)
Die Serie der Capitals gegen den HC Innsbruck verlief sehr einseitig zugunsten der Capitals. Zwar benötigten die Wiener im ersten Spiel aufgrund einer kompakten Tiroler Verteidigung noch über zwanzig Minuten, um zum ersten Torerfolg zu kommen, aber die Innsbrucker hatten den konsequenten Angriffen wenig entgegenzusetzen und konnten Torhüter Sébastien Charpentier kein einziges Mal überwinden. Im zweiten Spiel gingen die Innsbrucker zunächst in Führung, vermochten jedoch nicht den nötigen Druck auf- und die Führung auszubauen, sodass die Wiener stattdessen rasch zum Ausgleich kamen und in der Folge das Spiel bis zum Endstand von 1:4 drehen konnten. Im dritten Spiel folgte ein offener Schlagabtausch, in dem die Gäste aus Innsbruck zu Beginn des Schlussdrittels sogar mit 3:2 in Front lagen. Die Capitals glichen jedoch knapp vor Schluss aus. Nach annähernd sieben Minuten in der Overtime erzielte Marcel Rodman den Siegestreffer und brachte die Capitals damit ins Halbfinale.
| 14. Februar 2008 Albert-Schultz-Halle 3.900 Zuschauer      | Vienna Capitals A. Fox (21:05, Shorthanded, M. Rodman, D. Bjornlie), 1:0 A. Fox (33:24, Powerplay, D. Rodman, M. Rodman), 2:0 D. Rodman (38:25, Powerplay, M. Rodman, D. Werenka), 3:0               | 3:0 (0:0, 3:0, 0:0) Strafminuten: 14:18 Torhüter: S. Charpentier (Capitals, 60:00 Min., 27 Schüsse, 0 Tore) S. Kotyk (Innsbruck, 60:00 Min., 33 Schüsse, 3 Tore)            | HC Innsbruck Keine Tore |
| 17. Februar 2008 Tiroler-Wasserkraft-Arena 3.160 Zuschauer | HC Innsbruck J. Paré (08:42, L. Sellars, H. Hohenberger), 1:0 | 1:4 (1:1, 0:2, 0:1) Strafminuten: 14:14 Torhüter: M. Strömberg (Innsbruck, 60:00 Min., 35 Schüsse, 4 Tore) S. Charpentier (Capitals, 60:00 Min., 30 Schüsse, 1 Tor)         | Vienna Capitals 1:1, D. Werenka (11:44, M. Altmann, S. Selmser) 1:2, P. Rhéaume (36:13, T. Gallant, M. Tropper) 1:3, M. Rodman (37:27, M. Latusa, D. Rodman) 1:4, D. Bjornlie (49:03, Powerplay, P. Casparsson, K. Fairchild) |
| 19. Februar 2008 Albert-Schultz-Halle 4.500 Zuschauer      | Vienna Capitals T. Gallant (04:07, A. Fox, P. Casparsson), 1:0 M. Latusa (12:40, M. Rodman, D. Rodman), 2:1 K. Fairchild (53:17, D. Rodman, R. Seeley), 3:3 M. Rodman (66:47, A. Fox, P. Lakos), 4:3 | 4:3 n. V. (2:2, 0:1, 1:0, 1:0) Strafminuten: 31:35 Torhüter: S. Charpentier (Capitals, 66:47 Min., 30 Schüsse, 3 Tore) S. Kotyk (Innsbruck, 66:47 Min., 40 Schüsse, 4 Tore) | HC Innsbruck 1:1, J. Paré (04:43, A. Helfer, G. Unterluggauer) 2:2, H. Lindner (15:29, H. Ofner, A. Helfer) 2:3, P. Dagenais (39:15)                                                                                          |
| Die Vienna Capitals gewinnen die Serie mit 3:0 Siegen.     | | | |

#### Viertelfinalserie EC KAC (2) – HDD Olimpija Ljubljana (7)
Überraschend klar verlief auch die Serie des EC KAC gegen den HDD Olimpija Ljubljana. Die Klagenfurter, die die Zwischenrunde dominiert hatten, lagen im ersten Spiel bereits nach einer Minute und fünf Sekunden mit 0:1 zurück, was trotz einer Torschussbilanz von 19 zu 8 Schüssen zugunsten des EC KAC auch nach dem ersten Drittel bestehen blieb. Im zweiten Spielabschnitt baute Laibach den Vorsprung auf 2:0 aus, der EC KAC ging trotz 18 weiterer Torschüsse auch dank des in Topform agierenden Ljubljana-Torhüters Alex Westlund und einer konzentrierten Defensive erneut leer aus. Erst im Schlussdrittel gelang der Anschlusstreffer in Form eines Penaltyschusses nach einem Foul von Kevin Mitchell an Andy Schneider. Als die Klagenfurter knapp vor Schluss Andrew Verner aus dem Tor nahmen, erzielte Ljubljana mit einem Empty Net Goal das 1:3 und gewann somit unerwartet aber verdient das erste Spiel. Abseits des Eises kam es jedoch zu Problemen, da Fans von Olimpija Ljubljana Sachbeschädigungen verübten, was sogar zu drei vorübergehenden Festnahmen führte.
Die weit bessere Effizienz der Laibacher setzte sich auch im zweiten Spiel fort. Alex Westlund ließ keinen Gegentreffer zu, während Verner drei Tore geschehen lassen musste. Am Ende besiegelte wiederum ein Empty Net Goal die Niederlage des EC KAC und die 2:0-Führung der Laibacher. Erst im dritten Match gelang es dem EC KAC, das Spiel offen zu halten, wenngleich erneut die Verteidigung der Slowenen sehr sicher agierte und wenige Chancen zuließ. Mit Hannes Enzenhofer im Tor der Klagenfurter ging das Spiel beim Stand von 2:2 in die Overtime, wo Kevin Mitchell nach zwei Minuten und vierzig Sekunden die Laibacher ins Halbfinale schoss.
Für KAC-Goalie Andrew Verner bedeutete dies nach über vier Jahren und insgesamt 185 Einsätzen das Ende seiner Zeit in Klagenfurt. Er wechselte zur folgenden Saison in die Elite Ice Hockey League zu den Newcastle Vipers.
| 14. Februar 2008 Stadthalle Klagenfurt 5.153 Zuschauer       | EC KAC P. Arlbrandt (41:22, Penaltyschuss), 1:2 | 1:3 (0:1, 0:1, 1:1) Strafminuten: 36:44 Torhüter: A. Verner (KAC, 58:59 Min., 24 Schüsse, 2 Tore) A. Westlund (Ljubljana, 60:00 Min., 52 Schüsse, 1 Tor)                 | HDD Olimpija Ljubljana 0:1, T. Vnuk (01:05, J. Avgustinčič) 0:2, B. Yarema (25:15, Powerplay, T. Vnuk, K. Mitchell) 1:3, K. Mitchell (59:41, empty net)       |
| 17. Februar 2008 Hala Tivoli 4.500 Zuschauer                 | HDD Olimpija Ljubljana R. Intranuovo (30:38, Powerplay, G. Kuznik, K. Mitchell), 1:0 B. Yarema (34:03, T. Elik, Ž. Pavlin), 2:0 T. Elik (50:56, Powerplay, K. Mitchell, G. Kuznik), 3:0 B. Felsner (58:06, G. Kuznik, N. Zupančič), 4:0 | 4:0 (0:0, 2:0, 2:0) Strafminuten: 28:30 Torhüter: A. Westlund (Olimpija, 60:00 Min., 31 Schüsse, 0 Tore) A. Verner (KAC, 56:56 Min., 29 Schüsse, 3 Tore)                 | EC KAC Keine Tore |
| 19. Februar 2008 Stadthalle Klagenfurt 5.000 Zuschauer       | EC KAC W. Norris (22:56, R. Valicevic, G. Hager), 1:1 D. Schuller (31:45, Powerplay, J. Tory, J. Rebek), 2:1 | 2:3 n. V. (0:0, 2:2, 0:0, 0:1) Strafminuten: 22:28 Torhüter: H. Enzenhofer (KAC, 62:40 Min., 28 Schüsse, 3 Tore) A. Westlund (Ljubljana, 62:40 Min., 52 Schüsse, 2 Tore) | HDD Olimpija Ljubljana 0:1, T. Elik (21:07, Powerplay, T. Vnuk) 2:2, R. Intranuovo (35:43, T. Elik, J. McCarthy) 2:3, K. Mitchell (62:40, B. Yarema, T. Elik) |
| Der HDD Olimpija Ljubljana gewinnt die Serie mit 3:0 Siegen. | | | |

#### Viertelfinalserie EHC Linz (3) – HK Jesenice (6)
Die Serie zwischen dem EHC Linz und dem HK Jesenice verlief wesentlich ausgeglichener und fand erst im fünften Spiel ihren Sieger. Der HK Jesenice präsentierte sich nach der misslungenen Zwischenrunde in guter Form und konnte das Auftaktspiel über weite Strecken offen halten. Erst in der 54. Minute sorgte Rob Shearer mit dem Treffer zum 4:1 für eine Vorentscheidung. Jesenice, dessen Stürmer Tomo Hafner im ersten Drittel einen Puck ins Gesicht bekommen hatte, nahm für eine Schlussoffensive noch den Torhüter vom Eis, jedoch erzielte Linz ein Empty Net Goal, dem 55 Sekunden vor Schluss noch ein Treffer von Jesenice zum 5:2-Endstand folgte.
Spiel Nummer zwei brachte den Slowenen den Ausgleich in der Serie. Jesenice agierte deutlich kompakter und glich zwei Mal einen Rückstand aus, ehe es mit einem Doppelschlag im Mittelabschnitt erstmals in Führung gehen konnte. Diese hielt bis zum Schluss, wenngleich zwischenzeitlich aufgrund von Eisproblemen das Spiel unterbrochen werden musste. Schiedsrichter Haas ließ den Rest des Mittelabschnitts nach erfolgter Eisreparatur vor dem Schlussdrittel nachholen. Im dritten Spiel folgte ein offener Schlagabtausch mit wechselnden Torerfolgen, in dem Jesenice zwischenzeitlich sogar mit 3:2 in Führung lag, diese jedoch zu wenig konsequent verteidigte. Linz konnte mit einem Doppelschlag im Schlussabschnitt das Spiel drehen und einen knappen 4:3-Vorsprung über die Zeit spielen. Dabei kam es auch in dieser Begegnung zu einer unplanmäßigen Unterbrechung, da eine gebrochene Plexiglasscheibe ausgetauscht werden musste.
Jesenice glich in der Serie abermals aus. Nach einem frühen Treffer von Philipp Lukas blieb die vierte Begegnung lange Zeit ohne weitere Tore, ehe Conny Strömberg nach 45 Minuten den Ausgleich und drei Minuten vor Schluss sogar die Führung erzielen konnte. Linz nahm Torhüter Jürgen Penker vom Eis, die Slowenen erzielten jedoch zwei Empty Net Goals zum Endstand von 4:1. Im Entscheidungsspiel wurde Jesenice-Stammtorwart nach etwas mehr als vierzehn Minuten und drei Gegentreffern durch seinen Backup Andrej Hočevar ersetzt. In der Folge blieb das Spiel jedoch trotzdem offen, und Jesenice holte bis zum zwischenzeitlichen 3:4 auf. Am Ende besiegelte Linz jedoch mit einem Treffer ins leere Tor den Halbfinaleinzug.
| 14. Februar 2008 KeineSorgenEisarena 2.750 Zuschauer | EHC Linz R. Divis (05:28, B. Purdie, V. Ignatjevs), 1:0 R. Divis (29:07, B. Tiley, C. Severson), 2:1 R. Shearer (34:04, Powerplay, P. Leahy, B. Purdie), 3:1 R. Shearer (53:43, Powerplay, B. Tiley, B. Purdie), 4:1 F. Groleau (58:16, empty net, Shorthanded, V. Ignatjevs), 5:1 | 5:2 (1:1, 2:0, 2:1) Strafminuten: 16:16 Torhüter: J. Penker (Linz, 60:00 Min., 30 Schüsse, 2 Tore) R. Kristan (Jesenice, 59:48 Min., 34 Schüsse, 4 Tore)                                                       | HK Jesenice 1:1, C. Strömberg (13:52, L. Žagar, J. Nedved) 5:2, J. Goličič (59:05, Powerplay, A. Terlikar)                         |
| 17. Februar 2008 Dvorana Podmežakla 3.800 Zuschauer  | HK Jesenice P. Healey (05:05, Shorthanded), 1:1 D. Bekar (24:05, A. Kranjc, P. Healey), 2:2 T. Hafner (35:52, S. Kovačevič, H. Malmström), 3:2 J. Goličič (36:09, G. Polončič, A. Hebar), 4:2                                                                                      | 4:2 (1:1, 3:1, 0:0) Strafminuten: 12:16 Torhüter: R. Kristan (Jesenice, 60:00 Min., 23 Schüsse, 2 Tore) J. Penker (Linz, 58:30 Min., 39 Schüsse, 4 Tore)                                                       | EHC Linz 0:1, P. Lukas (01:41, Powerplay, G. Baumgartner, F. Groleau) 1:2, C. Severson (22:20, V. Ignatjevs, M. Hohenberger)       |
| 19. Februar 2008 KeineSorgenEisarena 3.000 Zuschauer | EHC Linz G. Baumgartner (13:17, Powerplay, M. Hohenberger, F. Groleau), 1:0 P. Leahy (23:51, Powerplay, B. Tiley, B. Purdie), 2:1 F. Groleau (52:56, R. Divis, B. Purdie), 3:3 C. Severson (55:19, R. Divis, B. Purdie), 4:3                                                       | 4:3 (1:0, 1:3, 2:0) Strafminuten: 16:14 Torhüter: J. Penker (Linz, 60:00 Min., 24 Schüsse, 3 Tore) R. Kristan (Jesenice, 58:38 Min., 29 Schüsse, 4 Tore)                                                       | HK Jesenice 1:1, M. Rebolj (21:13, H. Malmström) 2:2, P. Healey (38:12, J. Skalde) 2:3, P. Healey (39:52, D. Bekar, D. Varl)       |
| 21. Februar 2008 Dvorana Podmežakla 3.000 Zuschauer  | HK Jesenice C. Strömberg (45:17, H. Malmström), 1:1 C. Strömberg (57:04, H. Malmström), 2:1 D. Bekar (58:39, empty net, J. Skalde, P. Healey), 3:1 J. Goličič (59:36, empty net), 4:1                                                                                              | 4:1 (0:1, 0:0, 4:0) Strafminuten: 18:20 Torhüter: R. Kristan (Jesenice, 60:00 Min., 38 Schüsse, 1 Tor) J. Penker (Linz, 58:30 Min., 22 Schüsse, 2 Tore)                                                        | EHC Linz 0:1, P. Lukas, (01:25, Powerplay, G. Baumgartner, V. Ignatjevs)                                                           |
| 24. Februar 2008 KeineSorgenEisarena 3.850 Zuschauer | EHC Linz B. Tiley (01:03), 1:0 F. Iberer (06:33, Powerplay, F. Groleau, M. Hohenberger), 2:1 G. Baumgartner (14:33), 3:1 B. Tiley (26:22, M. Szücs, P. Leahy), 4:1 J. David (56:20, M. Szücs), 5:3                                                                                 | 5:3 (3:1, 1:0, 1:2) Strafminuten: 28:22 Torhüter: J. Penker (Linz, 60:00 Min., 27 Schüsse, 3 Tore) R. Kristan (Jesenice, 14:33 Min., 13 Schüsse, 3 Tore) A. Hočevar (Jesenice, 43:11 Min., 21 Schüsse, 2 Tore) | HK Jesenice 1:1, J. Skalde (05:07) 4:2, D. Bekar (41:32, Powerplay, H. Malmström, C. Strömberg) 4:3, B. Pretnar (50:33, M. Rebolj) |
| Der EHC Linz gewinnt die Serie mit 3:2 Siegen.       | | | |

#### Viertelfinalserie EC Red Bull Salzburg (4) – EC VSV (5)
Auch die Vorjahresfinalisten Villach und Salzburg lieferten sich eine äußerst knappe Serie. Das erste Spiel war eine von nur zwei Begegnungen der Playoffs, die erst im Penaltyschießen entschieden wurde. Nach einem engen Spiel mit hohem Tempo hatten hier die Salzburger das bessere Ende für sich. Im zweiten Spiel gelang dem Titelverteidiger ein Auswärtserfolg mit 4:1, und die Serie schien zunächst frühzeitig entschieden. Nach zwei knappen Dritteln wurde die Begegnung erst in den letzten Minuten entschieden. Der EC VSV zeigte sich im dritten Spiel jedoch sehr diszipliniert und erzielte mit einer konsequenten Defensivleistung und einem hervorragenden Gert Prohaska im Tor einen Shutout-Sieg in Salzburg.
Die vierte Partie geriet zu einem Desaster für die Salzburger. Aus einer 2:0-Führung des VSV nach dem ersten Drittel wurde ein 5:2 nach vierzig Minuten. Insbesondere die Special Teams der Villacher erwiesen sich mit drei Treffern in Über- und einem in Unterzahl als effizient. Nach dem 6:2 im Schlussabschnitt verließ Nationaltorwart Reinhard Divis das Salzburger Tor, aber auch sein Ersatz Thomas Innerwinkler musste noch zwei Tore geschehen lassen. Villach erzielte damit einen 8:2-Heimsieg und den Ausgleich in der Serie. Das Entscheidungsspiel in Salzburg verlief spiegelbildlich zur dritten Begegnung. Bis in die 54. Minute stand es 0:0, ehe Marco Pewal die Salzburger in Führung schoss. Am Ende blieb der EC VSV ohne Treffer, und die Salzburger stiegen ins Halbfinale auf.
| 14. Februar 2008 Volksgartenarena 2.600 Zuschauer          | EC Red Bull Salzburg M. Trattnig (11:50, Powerplay, D. Kalt, T. Koch), 1:0 Marco Pewal (32:15, D. MacLean), 2:1 M. Trattnig (40:54, Powerplay, T. Koch, D. Kalt), 3:3 T. Koch (57:03, Powerplay, G. Artursson, J. Green), 4:3 T. Koch (65:00, entscheidender Penaltyschuss), 5:4 | 5:4 n. V. (1:1, 1:2, 2:1, 1:0) Strafminuten: 12:10 Torhüter: R. Divis (Salzburg, 60:00 Min., 25 Schüsse, 4 Tore) G. Prohaska (VSV, 64:56 Min., 38 Schüsse, 5 Tore)                                               | EC VSV 1:1, D. Bousquet (15:35, D. Gauthier) 2:2, M. Brown (36:40, D. Edgerton, N. Petrik) 2:3, D. Scoville (39:12, Powerplay, D. Bousquet, M. Peintner) 4:4, M. Brown (58:57, Powerplay, D. Scoville, M. Elick)             |
| 17. Februar 2008 Stadthalle Villach 4.400 Zuschauer        | EC VSV M. Oraže (30:44, N. Petrik, R. Kaspitz), 1:1 | 1:4 (0:1, 1:0, 0:3) Strafminuten: 10:34 Torhüter: G. Prohaska (VSV, 59:00 Min., 36 Schüsse, 3 Tore) R. Divis (Salzburg, 60:00 Min., 23 Schüsse, 1 Tor)                                                           | EC Red Bull Salzburg 0:1, D. MacLean (19:27, Marco Pewal, D. Welser) 1:2, T. Koch (54:24, D. Kalt, M. Trattnig) 1:3, D. Welser (58:20, Marco Pewal, G. Artursson) 1:4, J. Green (59:48, empty net, J. Tarvainen, C. Johnson) |
| 19. Februar 2008 Volksgartenarena 3.200 Zuschauer          | EC Red Bull Salzburg Keine Tore | 0:3 (0:1, 0:2, 0:0) Strafminuten: 16:45 Torhüter: R. Divis (Salzburg, 58:40 Min., 38 Schüsse, 3 Tore) G. Prohaska (VSV, 60:00 Min., 33 Schüsse, 0 Tore)                                                          | EC VSV 0:1, M. Raffl (01:09, R. Kaspitz, G. Lanzinger) 0:2, M. Brown (26:15, Powerplay, M. Peintner, D. Edgerton) 0:3, D. Bousquet (26:36, D. Gauthier)                                                                      |
| 21. Februar 2008 Stadthalle Villach 4.400 Zuschauer        | EC VSV M. Oraže (04:15, Powerplay, G. Lanzinger, M. Elick), 1:0 D. Bousquet (16:33, Powerplay, D. Scoville, M. Peintner), 2:0 W. Kromp (20:43, M. Peintner, D. Gauthier), 3:0 M. Raffl (35:31, Powerplay, G. Lanzinger, R. Kaspitz), 4:2 N. Petrik (35:52, M. Stewart, G. Acker), 5:2 M. Brown (47:15, Powerplay, N. Toff), 6:2 T. Pfeffer (49:07, T. Raffl, G. Acker), 7:2 G. Acker (54:25, Shorthanded, T. Raffl), 8:2 | 8:2 (2:0, 3:2, 3:0) Strafminuten: 6:49 Torhüter: G. Prohaska (VSV, 60:00 Min., 32 Schüsse, 2 Tore) R. Divis (Salzburg, 48:25 Min., 29 Schüsse, 6 Tore) T. Innerwinkler (Salzburg, 11:35 Min., 6 Schüsse, 2 Tore) | EC Red Bull Salzburg 3:1, D. MacLean (21:56, Marco Pewal) 3:2, J. Green (22:41) |
| 24. Februar 2008 Volksgartenarena 3.200 Zuschauer          | EC Red Bull Salzburg Marco Pewal (53:51, R. Lukas, D. Welser), 1:0 D. MacLean (56:34, P. Pinter), 2:0 D. Welser (59:47, empty net, D. MacLean), 3:0 | 3:0 (0:0, 0:0, 3:0) Strafminuten: 16:12 Torhüter: R. Divis (Salzburg, 60:00 Min., 22 Schüsse, 0 Tore) G. Prohaska (VSV, 58:36 Min., 41 Schüsse, 2 Tore)                                                          | EC VSV Keine Tore |
| Der EC Red Bull Salzburg gewinnt die Serie mit 3:2 Siegen. | | | |

### Einzelergebnisse Halbfinale
Im Halbfinale kam sowohl für die favorisierten Vienna Capitals, als auch für die Black Wings Linz das Aus. Die Wiener konnten gegen den späteren Meister Salzburg kein einziges Spiel gewinnen und wurden im letzten Spiel der Serie sogar mit 7:1 geschlagen. Durch den Finaleinzug der Laibacher standen die Salzburger bereits nach dem Halbfinale als Österreichischer Meister fest.

#### Halbfinalserie Vienna Capitals (1) – Red Bull Salzburg (4)
Die Wiener hatten bereits in den beiden Jahren zuvor große Probleme mit den Salzburgern gehabt und waren zwei Mal gegen sie im Halbfinale ausgeschieden. Dabei konnten sie nur ein Spiel – das allerdings am grünen Tisch, da Salzburg einen nicht angemeldeten Spieler eingesetzt hatte – gewinnen. In der Saison 2007/08 setzte sich diese Serie fort, da die Capitals erneut mit vier Niederlagen gegen Salzburg aus den Playoffs ausschieden. Das erste Spiel der Serie war zu Beginn noch von Vorsicht auf beiden Seiten geprägt. Erst im zweiten Drittel gelang den Salzburgern der erste Treffer. Nach dem zwischenzeitlichen Ausgleich zog Salzburg bis auf 4:1 davon, während auf Seiten der Wiener Aaron Fox mit einem Strafpenalty scheiterte. Am Ende gewann Salzburg ungefährdet mit 4:2. Das zweite Spiel gewannen die Salzburger mit 5:2 noch etwas deutlicher, nachdem sie bereits im ersten Drittel auf 4:0 gestellt hatten. Spiel drei bildete den Knackpunkt der Serie. Den Capitals gelang eine zwischenzeitliche 3:0-Führung, jedoch gaben sie das Spiel anschließend aus der Hand. Dem Ausgleich folgte nur 42 Sekunden vor Schluss der Siegestreffer durch Thomas Koch, der damit die Serie auf 3:0 für Salzburg stellte. Die Capitals konnten im vierten Spiel nicht mehr zusetzen. Salzburg dominierte die Begegnung nach Belieben und zog mit einem ungefährdeten 7:1-Sieg ins Finale ein.
Dieser erneute Misserfolg der Capitals wurde vor allem von den Fans kritisiert, da die Mannschaft aus vielen teuren Spielern bestanden hatte, die während der Hauptrunde wesentlich bessere Leistungen gezeigt hatten. Die Vereinsführung hingegen sprach von einem positiven Saisonabschluss, wenngleich das Ziel der Finalteilnahme nicht erreicht worden war.
| 26. Februar 2008 Albert-Schultz-Halle 4.200 Zuschauer      | Vienna Capitals M. Rodman (32:00, D. Bjornlie), 1:1 M. Tropper (58:15, Powerplay, S. Selmser, A. Fox), 2:4 | 2:4 (0:0, 1:2, 1:2) Strafminuten: 10:20 Torhüter: S. Charpentier (Capitals, 58:28 Min., 24 Schüsse, 4 Tore) R. Divis (Salzburg, 60:00 Min., 42 Schüsse, 2 Tore) | EC Red Bull Salzburg 0:1, J. Green (25:55) 1:2, P. Harand (35:41, Shorthanded, P. Pinter, D. Lynch) 1:3, R. Royer (41:25, D. MacLean, Marco Pewal) 1:4, J. Green (54:54, M. Trattnig)                                 |
| 28. Februar 2008 Volksgarten-Arena 2.750 Zuschauer         | EC Red Bull Salzburg G. Artursson (06:41, C. Johnson, J. Green), 1:0 J. Green (07:46, P. Harand, C. Johnson), 2:0 T. Koch (13:50, Powerplay, D. Kalt, R. Royer), 3:0 P. Pinter (19:32, D. Lynch, J. Green), 4:0 Marco Pewal (24:35, J. Tarvainen, R. Lukas), 5:0 | 5:2 (4:0, 1:0, 0:2) Strafminuten: 20:14 Torhüter: R. Divis (Salzburg, 60:00 Min., 28 Schüsse, 2 Tore) S. Charpentier (Capitals, 60:00 Min., 24 Schüsse, 5 Tore) | Vienna Capitals 5:1, A. Judex (46:41, C. Dolezal, D. Werenka) 5:2, S. Selmser (59:02, K. Fairchild) |
| 2. März 2008 Albert-Schultz-Halle 4.500 Zuschauer          | Vienna Capitals M. Tropper (04:52, S. Selmser, K. Fairchild), 1:0 D. Bjornlie (17:05, Powerplay, A. Fox, D. Rodman), 2:0 D. Rodman (33:20, P. Rhéaume, P. Casparsson), 3:0 | 3:4 (2:0, 1:3, 0:1) Strafminuten: 22:30 Torhüter: S. Charpentier (Capitals, 59:33 Min., 30 Schüsse, 4 Tore) R. Divis (Salzburg, 60:00 Min., 29 Schüsse, 3 Tore) | EC Red Bull Salzburg 3:1, D. MacLean (35:16, D. Lynch, R. Royer) 3:2, M. Trattnig (37:13, Powerplay, D. Lynch, T. Koch) 3:3, R. Royer (38:20, Powerplay, D. Kalt, T. Koch) 3:4, T. Koch (59:18, M. Trattnig, D. Kalt) |
| 4. März 2008 Volksgarten-Arena 3.200 Zuschauer             | EC Red Bull Salzburg T. Koch (08:13, V. Lindgren), 1:0 M. Mairitsch (13:46, M. Ulrich, P. Pinter), 2:0 J. Green (23:57, Shorthanded, C. Johnson, M. Trattnig), 3:1 D. Lynch (28:21, Powerplay, Marco Pewal, D. Welser), 4:1 C. Johnson (29:06, V. Lindgren, P. Harand), 5:1 D. Kalt (34:10, Powerplay, D. Lynch), 6:1 D. MacLean (37:51, Powerplay, M. Ulrich, J. Green), 7:1 | 7:1 (2:1, 5:0, 0:0) Strafminuten: 14:20 Torhüter: R. Divis (Salzburg, 60:00 Min., 22 Schüsse, 1 Tor) S. Charpentier (Capitals, 60:00 Min., 37 Schüsse, 7 Tore)  | Vienna Capitals 2:1, M. Rodman (17:38, Powerplay, D. Rodman) |
| Der EC Red Bull Salzburg gewinnt die Serie mit 4:0 Siegen. | | | |

#### Halbfinalserie EHC Linz (3) – HDD Olimpija Ljubljana (7)
Die zweite Halbfinalserie zwischen dem Überraschungssieger des Viertelfinales HDD Olimpija Ljubljana und dem EHC Linz stand noch vor ihrem Beginn im Zeichen der Ausschreitungen in Klagenfurt, weshalb seitens der Linzer zusätzliche Sicherheitsmaßnahmen ergriffen wurden. Für kurze Zeit stand sogar ein Ligaausschluss der Slowenen im Raum, jedoch verliefen die weiteren Playoff-Spiele ohne größere Probleme. Die Serie, die wesentlich knapper verlief als ihr Pendant, begann mit einem emotional geführten Spiel, das die Linzer aber letzten Endes souverän für sich entscheiden konnten. Vom zweiten Spiel an präsentierten sich die Slowenen wesentlich konsequenter in der Defensive. Auf eigenem Eis gelang es, einen 0:2-Rückstand zu drehen und so in der Serie auszugleichen. Dank einiger gelungener Konter und einer gut eingestellten Defensive gewann Ljubljana anschließend auswärts in Linz und drehte damit auch die Serie. Im darauf folgenden Heimspiel gelang auch dank eines starken Powerplays ein knapper 3:2-Sieg und damit auch die 3:1-Führung in der Serie. Der EHC Linz konnte zwar die fünfte Begegnung noch für sich entscheiden und damit in der Serie auf 2:3 verkürzen, aber im sechsten Spiel gelang kein Torerfolg, womit auch für den EHC Linz die Saison vorzeitig zu Ende war.
Mit dem HDD Olimpija Ljubljana zog damit erstmals eine nicht-österreichische Mannschaft in ein EBEL-Finale ein. Damit stand auch der EC Red Bull Salzburg vorzeitig als Österreichischer Meister fest. 
| 26. Februar 2008 KeineSorgenEisarena 2.100 Zuschauer         | EHC Linz V. Ignatjevs (28:31, M. Hohenberger, P. Lukas), 1:0 G. Baumgartner (32:45, P. Lukas, W. Rac), 2:0 R. Shearer (47:59, M. Szücs, P. Leahy), 3:0 C. Severson (59:05, empty net, B. Tiley, F. Groleau), 4:1              | 4:1 (0:0, 2:0, 2:1) Strafminuten: 53:73 Torhüter: J. Penker (Linz, 60:00 Min., 35 Schüsse, 1 Tor) A. Westlund (Ljubljana, 59:01 Min., 27 Schüsse, 3 Tore)  | HDD Olimpija Ljubljana 3:1, N. Zupančič (54:53, Shorthanded, J. McCarthy, R. Intranuovo)                                                                               |
| 28. Februar 2008 Hala Tivoli 5.000 Zuschauer                 | HDD Olimpija Ljubljana R. Intranuovo (36:16, Powerplay, T. Vnuk), 1:2 T. Vnuk (39:01, Powerplay, T. Elik, B. Yarema), 2:2 T. Elik (48:30, Powerplay, K. Mitchell, R. Intranuovo), 3:2                                         | 3:2 (0:0, 2:2, 1:0) Strafminuten: 18:20 Torhüter: A. Westlund (Ljubljana, 60:00 Min., 29 Schüsse, 2 Tore) J. Penker (Linz, 59:26 Min., 35 Schüsse, 3 Tore) | EHC Linz 0:1, R. Shearer (22:19, Powerplay, B. Purdie, J. David) 0:2, R. Shearer (25:41, Shorthanded, P. Leahy, V. Ignatjevs)                                          |
| 2. März 2008 KeineSorgenEisarena 3.500 Zuschauer             | EHC Linz P. Leahy (09:16, Shorthanded, R. Shearer), 1:1 | 1:3 (1:3, 0:0, 0:0) Strafminuten: 2:6 Torhüter: J. Penker (Linz, 58:45 Min., 26 Schüsse, 3 Tore) A. Westlund (Ljubljana, 60:00 Min., 35 Schüsse, 1 Tor)    | HDD Olimpija Ljubljana 0:1, R. Intranuovo (02:40, T. Elik, B. Yarema) 1:2, P. Petriläinen (09:50, Powerplay) 1:3, B. Yarema (13:06, Shorthanded, T. Elik, K. Mitchell) |
| 4. März 2008 Hala Tivoli 5.000 Zuschauer                     | HDD Olimpija Ljubljana R. Intranuovo (06:32, Powerplay, B. Yarema, T. Elik), 1:0 K. Mitchell (22:42, Powerplay, T. Elik, B. Yarema), 2:1 T. Vnuk (28:58, M. Hočevar), 3:1                                                     | 3:2 (1:1, 2:0, 0:1) Strafminuten: 22:26 Torhüter: A. Westlund (Ljubljana, 60:00 Min., 34 Schüsse, 2 Tore) J. Penker (Linz, 58:59 Min., 39 Schüsse, 3 Tore) | EHC Linz 1:1, F. Iberer (10:45, Shorthanded, D. Oberkofler, M. Szücs) 3:2, B. Tiley (48:27, Powerplay, P. Leahy, B. Purdie)                                            |
| 6. März 2008 KeineSorgenEisarena 2.600 Zuschauer             | EHC Linz P. Leahy (13:12, Powerplay, B. Tiley, R. Shearer), 1:0 W. Rac (28:10, Powerplay, G. Gruber, V. Ignatjevs), 2:1 F. Iberer (49:51, R. Shearer, P. Leahy), 3:2 P. Lukas (57:31, Powerplay, V. Ignatjevs, M. Szücs), 4:2 | 4:2 (1:1, 1:0, 2:1) Strafminuten: 32:38 Torhüter: J. Penker (Linz, 60:00 Min., 29 Schüsse, 2 Tore) A. Westlund (Ljubljana, 60:00 Min., 40 Schüsse, 4 Tore) | HDD Olimpija Ljubljana 1:1, B. Yarema (19:25, Powerplay, K. Mitchell, T. Vnuk) 2:2, P. Petriläinen (44:03, Powerplay, B. Felsner, T. Elik)                             |
| 9. März 2008 Hala Tivoli 5.000 Zuschauer                     | HDD Olimpija Ljubljana R. Intranuovo (28:03, Powerplay, T. Elik, B. Yarema), 1:0 B. Yarema (53:47, Powerplay, T. Vnuk, N. Zupančič), 2:0                                                                                      | 2:0 (0:0, 1:0, 1:0) Strafminuten: 8:14 Torhüter: A. Westlund (Ljubljana, 60:00 Min., 32 Schüsse, 0 Tore) J. Penker (Linz, 59:31 Min., 34 Schüsse, 2 Tore)  | EHC Linz Keine Tore |
| Der HDD Olimpija Ljubljana gewinnt die Serie mit 4:2 Siegen. | | | |

### Einzelergebnisse Finale
Die Finalserie um den Titel des Liga-Champions (den Titel des Österreichischen Meisters hatten die Salzburger bereits fixiert) begann mit drei Auswärtssiegen, wodurch Laibach in der Serie nach drei Spielen mit 2:1 führte. Das erste Spiel, das mit hohem Tempo geführt wurde, konnte erst im Penaltyschießen entschieden werden, während Spiel zwei, in dem die Salzburger wesentlich konzentrierter und effizienter auftraten, in regulärer Spielzeit mit einem 3:1-Sieg der Bullen endete. Das dritte Spiel konnte wiederum Laibach in der Overtime für sich entscheiden, wenngleich der Sieg entgegen dem Spielverlauf und trotz der deutlichen Überlegenheit der Salzburger gelang. Mit verantwortlich waren auch drei haltbare Treffer, die Reinhard Divis im Tor der Salzburger hinnehmen musste. In dem Spiel erhielt außerdem der Laibacher Boštjan Groznik eine Matchstrafe und wurde für einen Raufhandel in weiterer Folge mit einer Sperre von drei Spielen belegt.
Die vierte Begegnung der beiden Teams ging in die Geschichte der Liga ein. Laibach konnte das Spiel vor eigenem Publikum knapp mit 4:3 gewinnen und stellte damit in der Serie auf 3:1, womit nur noch ein Sieg zur Meisterschaft fehlte. Mit diesem Wissensstand und somit mit der Aussicht auf den „Matchpuck“ machte sich das Team zwei Tage später auf den Weg nach Salzburg. Erst wenige Stunden vor dem Spiel erhielten die Laibacher die Nachricht, dass das dritte Spiel mit 5:0 zugunsten der Salzburger verifiziert worden war. Die Begründung lag im komplizierten Punktesystem der Liga: durch die Sperre von Groznik, dessen Punktwert 2,5 betrug, durfte Laibach nur Spieler im Wert von 62,5 statt 65 Punkten einsetzen. Die Summe der Spieler auf dem Kaderblatt wies auch nur 62,5 Punkte auf, jedoch übersahen die Laibacher, dass für die beiden leeren Stellen im Spielbericht je 1 Punkt zur Gesamtsumme aufgeschlagen wird. Somit hatten die Laibacher 64,5 Punkte vergeben und das Spiel musste strafverifiziert werden.
In der Öffentlichkeit wurde weniger die Strafverifizierung an sich kritisiert, sondern vielmehr das für die Fans intransparente Punktesystem an sich, sowie die Art und Weise der Bekanntgabe: der Österreichische Eishockeyverband hatte fast drei Tage benötigt, um den Formalfehler der Laibacher zu erkennen und mitzuteilen. Das Spiel am selben Abend ging nicht zuletzt dank der sichtlich geschockten Laibacher mit 5:0 an Salzburg, womit sich binnen weniger Stunden der Serienstand von 3:1 für Laibach auf 3:2 für Salzburg geändert hatte.
Das letzte Spiel in Laibach stand im Zeichen von Publikumsprotesten gegen die Strafverifizierung und musste sogar für eine vorzeitige Eisreinigung unterbrochen werden. Salzburg gewann mit 3:2 und sicherte sich somit nach dem Österreichischen Meistertitel auch den Titel des „EBEL-Champions“.
| 13. März 2008 Volksgarten-Arena 3.000 Zuschauer            | EC Red Bull Salzburg C. Johnson (05:44, Powerplay, J. Green, M. Ulrich), 1:0 R. Royer (48:40, J. Green, M. Ulrich), 2:2 | 2:3 n. P. (1:0, 0:2, 1:0, 0:0, 0:1) Strafminuten: 26:26 Torhüter: R. Divis (Salzburg, 65:00 Min., 23 Schüsse, 3 Tore) A. Westlund (Ljubljana, 65:00 Min., 29 Schüsse, 2 Tore) | HDD Olimpija Ljubljana 1:1, R. Intranuovo (30:48, T. Vnuk) 1:2, B. Yarema (38:00, Powerplay, R. Intranuovo, T. Elik) 2:3, K. Mitchell (65:00, entscheidender Penaltyschuss)    |
| 16. März 2008 Hala Tivoli 5.000 Zuschauer                  | HDD Olimpija Ljubljana G. Kuznik (08:05, Powerplay, T. Elik, R. Intranuovo), 1:0 | 1:3 (1:0, 0:1, 0:2) Strafminuten: 20:10 Torhüter: A. Westlund (Ljubljana, 58:50 Min., 38 Schüsse, 3 Tore) R. Divis (Salzburg, 60:00 Min., 30 Schüsse, 1 Tor)                  | EC Red Bull Salzburg 1:1, D. Kalt (33:17, Powerplay, M. Trattnig, T. Koch) 1:2, D. MacLean (44:42, Powerplay, J. Green, R. Royer) 1:3, D. MacLean (50:01, D. Welser, R. Lukas) |
| 18. März 2008 Volksgarten-Arena 3.200 Zuschauer            | EC Red Bull Salzburg Marco Pewal (08:16, D. Welser, D. MacLean), 1:0 D. MacLean (10:32, G. Artursson, J. Green), 2:0 D. Kalt (31:34, M. Trattnig, T. Koch), 3:2 | 3:4 n. V. (2:1, 1:1, 0:1, 0:1) Strafminuten: 22:54 Torhüter: R. Divis (Salzburg, 60:17 Min., 14 Schüsse, 4 Tore) A. Westlund (Ljubljana, 60:17 Min., 34 Schüsse, 3 Tore)      | HDD Olimpija Ljubljana 2:1, M. Hočevar (18:03, G. Kuznik) 2:2, R. Intranuovo (26:36, Shorthanded) 3:3, K. Mitchell (40:34, B. Yarema, T. Elik) 3:4, B. Yarema (60:17, T. Elik) |
| 20. März 2008 Hala Tivoli 5.000 Zuschauer                  | HDD Olimpija Ljubljana | 0:5 Strafverifiziert Ursprüngliches Ergebnis: 4:3 | EC Red Bull Salzburg |
| 23. März 2008 Volksgarten-Arena 3.200 Zuschauer            | EC Red Bull Salzburg D. Lynch (07:11, Powerplay, R. Royer, D. Kalt), 1:0 Marco Pewal (25:25, T. Koch, P. Pinter), 2:0 D. Kalt (35:41, Powerplay, D. MacLean), 3:0 D. Lynch (40:14, Powerplay, T. Koch, D. Kalt), 4:0 M. Trattnig (51:25, Powerplay, D. Kalt, M. Ulrich), 5:0 | 5:0 (1:0, 2:0, 2:0) Strafminuten: 16:26 Torhüter: R. Divis (Salzburg, 60:00 Min., 23 Schüsse, 0 Tore) K. Mohorič (Ljubljana, 60:00 Min., 39 Schüsse, 5 Tore)                  | HDD Olimpija Ljubljana Keine Tore |
| 25. März 2008 Hala Tivoli 5.000 Zuschauer                  | HDD Olimpija Ljubljana T. Vnuk (17:21, Powerplay, K. Mitchell, G. Kuznik), 1:1 B. Yarema (56:26, T. Elik), 2:3 | 2:3 (1:1, 0:1, 1:1) Strafminuten: 24:14 Torhüter: K. Mohorič (Ljubljana, 60:00 Min., 28 Schüsse, 3 Tore) R. Divis (Salzburg, 60:00 Min., 39 Schüsse, 2 Tore)                  | EC Red Bull Salzburg 0:1, D. Kalt (08:39, T. Koch) 1:2, M. Trattnig (33:09, D. Kalt, T. Koch) 1:3, J. Green (50:56, C. Johnson, M. Ulrich)                                     |
| Der EC Red Bull Salzburg gewinnt die Serie mit 4:2 Siegen. | | | |

### Playoff-Statistiken

#### Topscorer
|                    | Spieler           | Team      | GP | G | A  | PTS | +/− | PIM | PPG | PPA | SHG | SHA | GWG |
| ------------------ | ----------------- | --------- | -- | - | -- | --- | --- | --- | --- | --- | --- | --- | --- |
| Kanada             | Todd Elik         | Ljubljana | 15 | 3 | 15 | 18  | −1  | 56  | 3   | 7   | 0   | 1   | 1   |
| Osterreich         | Thomas Koch       | Salzburg  | 15 | 6 | 10 | 16  | +5  | 4   | 2   | 6   | 0   | 0   | 4   |
| Kanada             | Brendan Yarema    | Ljubljana | 15 | 8 | 7  | 15  | −1  | 52  | 4   | 4   | 1   | 0   | 2   |
| Kanada             | Josh Green        | Salzburg  | 15 | 7 | 8  | 15  | +8  | 34  | 0   | 4   | 1   | 0   | 1   |
| Osterreich         | Dieter Kalt       | Salzburg  | 15 | 5 | 10 | 15  | +3  | 6   | 3   | 7   | 0   | 0   | 0   |
| Kanada             | Donald MacLean    | Salzburg  | 14 | 8 | 5  | 13  | +6  | 30  | 2   | 1   | 0   | 0   | 1   |
| Kanada             | Ralph Intranuovo  | Ljubljana | 15 | 8 | 4  | 12  | −6  | 48  | 4   | 3   | 1   | 1   | 2   |
| Vereinigte Staaten | Kevin Mitchell    | Ljubljana | 15 | 5 | 7  | 12  | 0   | 26  | 1   | 6   | 0   | 1   | 2   |
| Osterreich         | Matthias Trattnig | Salzburg  | 15 | 5 | 6  | 11  | +5  | 18  | 4   | 1   | 0   | 1   | 0   |
| Osterreich         | Marco Pewal       | Salzburg  | 15 | 5 | 5  | 10  | +6  | 49  | 0   | 1   | 0   | 0   | 1   |

Legende:
GP = Spiele, G = Tore, A = Assists, PTS = Scorerpunkte, +/- = Plusminuswert, PIM = Strafminuten, PPG = Powerplaytore, PPA = Powerplayassists, SHG = Unterzahltore, SHA = Unterzahlassists, GWG = Siegestore

#### Torhüter
|                    | Spieler               | Team      | GP | GPI | GS | MIP    | SOG | SVS | GA | SVS%  | GAA  | SO | W  | L | OTL |
| ------------------ | --------------------- | --------- | -- | --- | -- | ------ | --- | --- | -- | ----- | ---- | -- | -- | - | --- |
| Vereinigte Staaten | Alex Westlund         | Ljubljana | 14 | 12  | 12 | 725:48 | 433 | 410 | 23 | 94.69 | 1.90 | 2  | 9  | 3 | 0   |
| Osterreich         | Gert Prohaska         | VSV       | 5  | 5   | 5  | 302:32 | 180 | 168 | 12 | 93.33 | 2.38 | 1  | 2  | 2 | 1   |
| Osterreich         | Jürgen Penker         | Linz      | 11 | 11  | 11 | 653:41 | 350 | 322 | 28 | 92.00 | 2.57 | 0  | 5  | 6 | 0   |
| Osterreich         | Reinhard Divis        | Salzburg  | 14 | 14  | 14 | 837:22 | 387 | 355 | 32 | 91.73 | 2.29 | 2  | 10 | 2 | 2   |
| Kanada             | Seamus Kotyk          | Innsbruck | 2  | 2   | 2  | 126:47 | 77  | 70  | 7  | 90.91 | 3.31 | 0  | 0  | 1 | 1   |
| Osterreich         | Andrew Verner         | KAC       | 3  | 2   | 2  | 115:49 | 53  | 48  | 5  | 90.57 | 2.59 | 0  | 0  | 2 | 0   |
| Slowenien          | Robert Kristan        | Jesenice  | 5  | 5   | 5  | 252:59 | 137 | 123 | 14 | 89.78 | 3.32 | 0  | 2  | 2 | 0   |
| Osterreich         | Hannes Enzenhofer     | KAC       | 3  | 1   | 1  | 62:40  | 28  | 25  | 3  | 89.29 | 2.87 | 0  | 0  | 0 | 1   |
| Finnland           | Mikko Strömberg       | Innsbruck | 1  | 1   | 1  | 60:00  | 35  | 31  | 4  | 88.57 | 4.00 | 0  | 0  | 1 | 0   |
| Kanada             | Sébastien Charpentier | VIC       | 7  | 7   | 7  | 424:48 | 202 | 178 | 24 | 88.12 | 3.39 | 1  | 3  | 4 | 0   |

Legende:
GP = Spiele, GPI = tatsächliche Einsätze, GS = Begonnene Spiele, MIP = Spielminuten, GA = Gegentore, GAA = Gegentorschnitt je 60 Minuten, SOG = Torschüsse, SVS = gehaltene Schüsse, SVS% = Fangquote, SO = Shutouts, W = Siege, L = Niederlagen, OTL = Niederlagen nach Verlängerung oder Penaltyschießen

## Meisterschaftsendstand
1. EC Red Bull Salzburg
2. HDD Olimpija Ljubljana
3. EHC Linz
4. Vienna Capitals
5. EC VSV
6. HK Jesenice
7. EC KAC
8. HC Innsbruck
9. EC Graz 99ers
10. Alba Volán Székesfehérvár

## Kader des österreichischen Meisters
| Österreichischer Meister EC Red Bull Salzburg | Torhüter: Reinhard Divis, Daniel Henriksson, Thomas Höneckl, Thomas Innerwinkler Verteidiger: Greger Artursson, Brad Fast, Lukas Friedl, Richard Jackman, Jakob Lainer, Wilhelm Lanz, Viktor Lindgren, Robert Lukas, Doug Lynch, Andreas Reisinger, Rémi Royer, Martin Ulmer, Martin Ulrich Angreifer: Frank Banham, Martin Grabher-Meier, Josh Green, Patrick Harand, Craig Johnson, Dieter Kalt, Thomas Koch, Gerald Lederer, Donald MacLean, Martin Mairitsch, Marco Pewal, Philipp Pinter, Matthias Schwab, Matthias Trattnig, Daniel Welser Trainerteam: Pierre Pagé |

## Besondere Vorkommnisse und Rekorde
- Die meisten Tore der Saison fielen am 24. Januar 2008 im Spiel des HK Jesenice gegen den KAC. Die Begegnung endete nach 16 Treffern mit 9:7.
- Das Spiel mit den meisten Strafminuten fand am 20. November 2007 statt. Bei der Begegnung zwischen dem EC Red Bull Salzburg und dem HDD Olimpija Ljubljana wurden insgesamt 147 Strafminuten (62 gegen Salzburg, 85 gegen Ljubljana) vergeben, darunter zwei Match- und drei Spieldauerstrafen.
- Während des Grunddurchgangs gelang zwei Torhütern eine Shutout-Streak über drei aufeinanderfolgende Spiele. Robert Kristan vom HK Jesenice blieb in den Runden 15 bis 17 bzw. vom 30. Oktober bis 4. November 2007 ohne Gegentor und hielt dabei 81 Schüsse. Mikko Strömberg vom HC Innsbruck gelang dasselbe in den Runden 18 bis 20 bzw. vom 9. bis 13. November 2007, wobei er 89 Schüsse entschärfte. Unter Berücksichtigung der Spielzeiten in den Begegnungen davor und danach blieb Strömberg dabei 250:18 Minuten ohne Gegentor und hält damit bis dato (Stand: Januar 2019) den EBEL-Rekord.
- Bei den Vienna Capitals führte das verletzungsbedingte Saisonende von Jean-François Labbé im sechsten Spiel dazu, dass eine Reihe von Ersatzleuten zum Teil nur kurzfristig verpflichtet werden musste. Am Ende kamen so mit Labbé, Sébastien Charpentier, Kelly Guard, Günther Hell, Florian Weißkircher und Walter Bartholomäus gleich sechs Torhüter zu Einsätzen, wobei außerdem der junge Andreas Schneider in einem Spiel als Backup fungierte.

## Zuschauer
Nachdem in der Saison 2006/07 erstmals ein Verein einen Zuschauerschnitt von mehr als 4.000 Personen pro Heimspiel hatte verzeichnen können, gelang dies in der Saison 2007/08 gleich drei Mannschaften, was den ungebrochenen Boom des Eishockeysports in Österreich bewies. Insgesamt besuchten 782.761 Zuschauer die Spiele der Erste Bank Eishockey Liga, womit die 800.000er-Marke nur knapp verpasst wurde. Dies mag auch mit der bei den Fans wenig beliebten Zwischenrunde zusammengehangen haben. Dennoch konnte insgesamt ein Zuschauerzuwachs von über 70.000 Personen im Vergleich zur Vorsaison verzeichnet werden, was einer Steigerung um etwa zehn Prozent entspricht.
|      |                           | Zu Hause | Zu Hause     | Auswärts | Auswärts     | Gesamt | Gesamt    | Gesamt       |
| Rang | Team                      | Spiele   | Durchschnitt | Spiele   | Durchschnitt | Spiele | Zuschauer | Durchschnitt |
| ---- | ------------------------- | -------- | ------------ | -------- | ------------ | ------ | --------- | ------------ |
| 1    | EC KAC                    | 25       | 4.248        | 24       | 3.140        | 49     | 181.559   | 3.705        |
| 2    | Vienna Capitals           | 27       | 4.046        | 26       | 3.228        | 53     | 193.160   | 3.645        |
| 3    | EC VSV                    | 25       | 4.020        | 26       | 3.004        | 51     | 178.593   | 3.502        |
| 4    | HDD Olimpija Ljubljana    | 28       | 3.139        | 29       | 3.000        | 57     | 174.910   | 3.069        |
| 5    | HK Jesenice               | 25       | 2.860        | 26       | 3.219        | 51     | 155.200   | 3.043        |
| 6    | EHC Linz                  | 29       | 2.616        | 28       | 3.313        | 57     | 168.600   | 2.958        |
| 7    | EC Red Bull Salzburg      | 31       | 2.463        | 30       | 3.365        | 61     | 177.300   | 2.907        |
| 8    | HC Innsbruck              | 22       | 2.802        | 23       | 2.923        | 45     | 128.865   | 2.864        |
| 9    | EC Graz 99ers             | 21       | 2.098        | 21       | 2.912        | 42     | 105.200   | 2.505        |
| 10   | Alba Volán Székesfehérvár | 21       | 2.359        | 21       | 2.504        | 42     | 102.135   | 2.432        |